# نیو کیوسک
نیوْ کیوسَک (انگلیسی: Niamh Cusack؛ ‎/ˈniːv/‎ NEEV؛ زادهٔ ۲۰ اکتبر ۱۹۵۹) یک هنرپیشه اهل ایرلند است.
وی بازیگر فیلم‌هایی چون آخرت، پلی‌بویز، پوآرو، بهترین مردان و مجموعه تلویزیونی آگاتا کریستی مارپل بوده است.